# Gros-Réderching
Gros-Réderching (deutsch Großrederchingen, 1940–1944 Großredingen, lothringisch Gross-Rederschinge) ist eine französische Gemeinde mit 1273 Einwohnern (Stand 1. Januar 2022) im Département Moselle in der Region Grand Est (bis 2015 Lothringen). Sie gehört zum Arrondissement Sarreguemines und zum Kanton Bitche.

## Geografie
Zu Gros-Réderching gehört der Ortsteil Singling (deutsch Singlingen). Nachbargemeinden sind Bliesbruck im Norden, Obergailbach im Nordosten, Rimling und Bettwiller im Osten, Rohrbach-lès-Bitche im Südosten, Bining im Süden, Achen im Südwesten und Wœlfling-lès-Sarreguemines im Westen.

## Geschichte
Der Ort wurde erstmals 1304 als Ruderchingen erwähnt, dann Rederchingen (1322) Röderichingen (1550), und Riderchingen (1594).
Während der deutschen Besatzung im Zweiten Weltkrieg hieß der Ort Großredingen. Im November 1944 befreiten Truppen der 7. US-Armee und der 2. französischen Panzerdivision (Generalmajor Leclerc) benachbarte Gebiete; der Ort selber wurde am 10. Dezember 1944 praktisch kampflos befreit. 
Am 3. Januar 1945 eroberten Truppen der Wehrmacht im Rahmen der Unternehmen Nordwind den Ort kurzzeitig.

## Bevölkerungsentwicklung
| Jahr      | 1968 | 1975 | 1982 | 1990 | 1999 | 2006 | 2019 |
| Einwohner | 886  | 895  | 964  | 1065 | 1140 | 1323 | 1330 |